# Olivier Kamitatu
Pour les articles homonymes, voir Kamitatu.
Olivier Kamitatu Etsu, né le 17 avril 1964 à Bruxelles, est un homme politique de la République Démocratique du Congo. Il a été président de l'Assemblée nationale de transition d'août 2003 à avril 2006 et ministre du Plan et de la Révolution de la modernité de 2007 à 2011 dans les gouvernements Gizenga et Muzito et ensuite dans le gouvernement Matata II du 8 décembre 2014 au 15 septembre 2015.

## Biographie
Olivier Kamitatu est le fils de madame Marie-Josée Mafuta Mingi, ancienne Vice-Ministre de l'Education et commissaire du peuple de Bulungu, et de monsieur Cléophas Kamitatu, un des pères de l'Indépendance, premier Gouverneur de Kinshasa, ancien Ministre du Plan, de l'Intérieur, des Affaires Etrangères dans les années 1960-1965, et ensuite du Budget, des Finances, de l'Environnement et de l'Agriculture, dans les années 80-90, député provincial du territoire de Masi-Manimba dans la province du Bandundu. Il est originaire du Kwilu, dans la province de Bandundu.
En 1986, il sort diplômé de l'Institut Catholique des Hautes Etudes Commerciales, ICHEC, de Bruxelles, option:  problèmes économiques des pays en développement.
En 1988, il intègre l'Inspection Générale des Finances comme Secrétaire administratif de l'IGF. Il passe le concours et devient Inspecteur des Finances après un stage à l'Ecole Nationale des Finances.
En mai 1999, il rejoint le Mouvement de Libération du Congo, la rébellion menée par Jean-Pierre Bemba au sein de laquelle il assume de 1999 à 2003, les fonctions de Secrétaire Général. En 1999, il conduit la délégation du MLC aux négociations qui aboutissent à la signature du cessez-le feu de juillet 1999 à Lusaka. De 1999 à 2003, il participe à toutes les négociations de paix à Genève, New York, Addis Abeba, Lusaka qui aboutissent à la signature de l'Accord global et inclusif à Pretoria. Il dirige la délégation du mouvement au Dialogue intercongolais de Sun City.
De 2003 à 2006, Olivier Kamitatu est désigné par le MLC de Jean-Pierre Bemba comme président de l'Assemblée nationale de transition. Sous sa présidence, l'Assemblée Nationale élabore la Constitution de la IIIème République qui sera promulguée en février 2006 à la suite de son adoption par une très large majorité de la population congolaise à la suite du référendum organisé en décembre 2005.
Après avoir quitté le Mouvement de Libération du Congo, en avril 2006, il démissionne de la présidence de l'Assemblée Nationale et fonde l'Alliance pour le renouveau au Congo (ARC) qui adhère au Réseau Libéral Africain et à l'Internationale Libérale.
En juin 2006, il devient le porte-parole de l'Alliance de la Majorité Présidentielle, AMP, du Président Joseph Kabila. Lors des élections législatives de 2006, il est élu député de la circonscription de Bulungu. Le 5 février 2007, il est nommé ministre du Plan  dans le gouvernement Gizenga, et conserve cette charge jusque dans le gouvernement Muzito II. Comme Ministre du Plan, il pilote l'élaboration du Document de Stratégie de Réduction de la Pauvreté, DSCRP II assorti d'un Plan d'Actions Prioritaires, PAP ainsi que le Plan de Renforcement des Capacités, et crée la Plate-forme de la Gestion de l'Aide et des Investissements, PGAI. En 2008, il co-préside la Table Ronde n°8 sur l'efficacité de l'aide à Accra. Il prend une part active à la création du G7+ des Etats fragiles. En 2010, il assume la co-présidence du premier Dialogue International sur l'Efficacité de l'aide .
En 2011, il conserve son siège de député de Bulungu. En 2013, il participe aux concertations nationales. En décembre 2014, il réintègre le gouvernement comme ministre du Plan du gouvernement Matata II. Le 14 septembre 2015, il est révoqué du gouvernement à la suite de son adhésion au G7, une plate-forme de sept partis politiques opposée au changement de la Constitution préconisé par la Majorité présidentielle, MP, du président Joseph Kabila.
En 2012, Olivier Kamitatu est élu président du Réseau libéral africain. Un mandat de deux ans, renouvelable une fois. En 2018, il est élu parmi les Vice-Président de l'Internationale Libérale. En 2022, il est désigné comme conseiller pour l'Afrique du Bureau de l'Internationale Libérale.
En 2020, il est fondateur du parti Ensemble pour la République dirigée par Moïse Katumbi. Il assure les fonctions de directeur de cabinet et porte-parole de Katumbi,.